# Bernhard (Anders And)
 For alternative betydninger, se Bernhard. (Se også artikler, som begynder med Bernhard)
 Bernhard  er Anders Ands store sanktbernhardshund, som han fik i  avisstriberne tegnet af Al Taliaferro. Den er udpræget kælen, lidt for meget når der kommer gæster, og den giver ofte anden en hel del besvær, og der må hele tiden udtænkes nye måder at løse de problemer, som han skaber.
Den gled med hos Carl Barks, hvor den også var kilde til mange problemer. Rip, Rap og Rup benyttede ham i et grønspætteprojekt, hvor de skulle træne en hund i at redde indesneede, men det var lidt problematisk, da den store hund viste sig at være bange for sne.
Men han har også vist en rimelig stor intelligens, idet han har kunnet spille dam med Georg Gearløs' robot Lille Hjælper.